# ТОР «Кумертау»
Территория опережающего социально-экономического развития «Кумертау» — территория городского округа Кумертау в Республике Башкортостан, на которой действует особый правовой режим предпринимательской деятельности. Образована в 2016 году. По состоянию на 2021 год на территории зарегистрировано 30 резидентов, общая сумма заявленных инвестиций составляет 2,5 млрд рублей, объём выручки — 38 млрд рублей; создано 1408 рабочих мест.

## Развитие территории
В 2016 году Кумертау был включён в перечень монопрофильных муниципальных образований (моногородов), что, впоследствии, дало городу право на оформление статуса территории опережающего социально-экономического развития. Территория была создана в соответствии с постановлением Правительства РФ от 29 декабря 2016 № 1550 «О создании территории опережающего социально-экономического развития "Кумертау"» с целью привлечения в город инвестиций, не связанных с деятельностью градообразующих предприятий (Кумертауское авиационное производственное предприятие). Таким образом, Кумертау стал первым городом в Башкирии, получившим статус ТОСЭР.

## Условия для резидентов
Требования к потенциальным резидентам ТОСЭР «Кумертау» предусматривают, что компании-соискатели должны быть вести деятельность исключительно на территории города, предоставить минимальный объем инвестиций не менее 2,5 млн рублей (без учета НДС) в течение первого года, создать не менее десяти новых рабочих мест в течение первого года, ограничить привлекать не более 25 % иностранных работников, не находиться в процессе ликвидации, банкротства или реорганизации и соответствовать профильным видам деятельности территории. Для резидентов предусмотрен льготный налоговый режим: налог на прибыль в федеральный бюджет не взимается, отчисления в региональный бюджет составят не более 5 % в течение первых пяти лет с момента получения первой прибыли, затем не более 10 %. Также не взимаются налоги на землю и имущество. Страховые взносы снижаются до 7,6 %.

## Резиденты
20 апреля 2017 года Минэкономразвития России сообщило о регистрации первого резидента ТОСЭР «Кумертау» — компании «Элеватор» с инвестиционным проектом строительства маслоэкстракционного завода (предполагаемый общий объём инвестиций — около 6 млрд рублей, новых рабочих мест — более 500).
Вторым резидентом ТОСЭР вскоре стала компания «Ойлтиммаш» с инвестпроектом «Создание производства высокотехнологичного нефтепромыслового оборудования» (объём инвестиций — 239 млн рублей, новых рабочих мест — 900). Третий резидент территории — компания «Башинком 1» (проект по организаци производства минеральных удобрений).
В октябре 2018 года было объявлено о том, что маслоэкстракционный завод компании «Элеватор» вышел на полную проектную мощность (с соблюдением запланированных показателей по объёму инвестиций и количеству новых рабочих мест).
ТОСЭР «Кумертау» вошла в топ десять лучших моногородов России за 2019 год ежегодного рейтинга Фонда развития моногородов . С момента создания территории привлечено 2,4 млрд рублей инвестиций, создано 1346 рабочих мест.